# Communauté de communes du Pays Châtillonnais
La Communauté de Communes du Pays Châtillonnais est une intercommunalité française située dans le département français de la Côte-d'Or (Bourgogne-Franche-Comté).
Le nom de l'intercommunalité fait référence au Châtillonnais, une région naturelle française du nord de la Côte-d'Or situé aux limites de l'Aube et de la région Champagne et dont Châtillon-sur-Seine est la ville-centre principale.

## Historique
La communauté de communes a été créée par un arrêté préfectoral du 31 décembre 2003 qui a pris effet le lendemain et compte alors 113 communes. Ce nombre s'est progressivement réduit à 107 en raison de la constitution de communes nouvelles provenant de la fusion de certaines des communes originelles.

## Territoire communautaire

### Géographie
Elle regroupait 113 communes réparties sur 6 cantons et compte 19 481 habitants (2021). Depuis 2015 celles-ci composent essentiellement le nouveau canton de Châtillon-sur-Seine. Avec 1 821 km2 c'est la communauté de communes la plus étendue de France après celles de Guyane.
La communauté de Communes du Pays Châtillonnais regroupe les communes des anciens cantons d’Aignay-le-Duc, de Baigneux-les-Juifs, de Châtillon-sur-Seine, de Laignes, de Montigny-sur-Aube et de Recey-sur-Ource

### Composition
En 2023, la communauté de communes est composée des 107 communes suivantes :

| Nom                            | Code Insee | Gentilé          | Superficie (km2) | Population (dernière pop. légale) | Densité (hab./km2) |
| ------------------------------ | ---------- | ---------------- | ---------------- | --------------------------------- | ------------------ |
| Châtillon-sur-Seine (siège)    | 21154      | Châtillonnais    | 33,15            | 5 404 (2022)                      | 163                |
| Aignay-le-Duc                  | 21004      | Aignacois        | 24,86            | 263 (2022)                        | 11                 |
| Aisey-sur-Seine                | 21006      | Aiseyens         | 12,72            | 166 (2022)                        | 13                 |
| Ampilly-le-Sec                 | 21012      | Ampilliaciens    | 24,4             | 329 (2022)                        | 13                 |
| Ampilly-les-Bordes             | 21011      | Ampilliens       | 14,48            | 81 (2022)                         | 5,6                |
| Autricourt                     | 21034      | Astricurtois     | 26,77            | 136 (2022)                        | 5,1                |
| Baigneux-les-Juifs             | 21043      | Bagnosiens       | 12,47            | 203 (2022)                        | 16                 |
| Balot                          | 21044      | Baielois         | 15,54            | 93 (2022)                         | 6                  |
| Beaulieu                       | 21052      |                  | 6,6              | 27 (2022)                         | 4,1                |
| Beaunotte                      | 21055      | Beaunottais      | 8,5              | 15 (2022)                         | 1,8                |
| Belan-sur-Ource                | 21058      | Belannais        | 20,44            | 228 (2022)                        | 11                 |
| Bellenod-sur-Seine             | 21061      | Bellenodiens     | 14,59            | 68 (2022)                         | 4,7                |
| Beneuvre                       | 21063      | Benovrois        | 15,4             | 92 (2022)                         | 6                  |
| Billy-lès-Chanceaux            | 21075      |                  | 22,29            | 68 (2022)                         | 3,1                |
| Bissey-la-Côte                 | 21077      | Biccéens         | 19,93            | 132 (2022)                        | 6,6                |
| Bissey-la-Pierre               | 21078      | Bisséens         | 8,44             | 68 (2022)                         | 8,1                |
| Boudreville                    | 21090      | Boudrevillois    | 7,94             | 60 (2022)                         | 7,6                |
| Bouix                          | 21093      | Buxiens          | 15,64            | 151 (2022)                        | 9,7                |
| Brémur-et-Vaurois              | 21104      | Bréviens         | 9,31             | 44 (2022)                         | 4,7                |
| Brion-sur-Ource                | 21109      | Brionourciens    | 14,01            | 216 (2022)                        | 15                 |
| Buncey                         | 21115      | Buncéens         | 27,02            | 358 (2022)                        | 13                 |
| Bure-les-Templiers             | 21116      |                  | 35,03            | 135 (2022)                        | 3,9                |
| Busseaut                       | 21117      | Busseautois      | 10,62            | 52 (2022)                         | 4,9                |
| Buxerolles                     | 21123      | Buxerollois      | 11,97            | 34 (2022)                         | 2,8                |
| Cérilly                        | 21125      |                  | 13,9             | 214 (2022)                        | 15                 |
| Chambain                       | 21129      | Abanicampiens    | 9,75             | 28 (2022)                         | 2,9                |
| Chamesson                      | 21134      | Chamessonnais    | 15,76            | 241 (2022)                        | 15                 |
| Channay                        | 21143      |                  | 13,33            | 59 (2022)                         | 4,4                |
| Charrey-sur-Seine              | 21149      |                  | 12,68            | 137 (2022)                        | 11                 |
| Chaugey                        | 21157      |                  | 6,89             | 24 (2022)                         | 3,5                |
| La Chaume                      | 21159      | Chaumais         | 33,1             | 97 (2022)                         | 2,9                |
| Chaume-lès-Baigneux            | 21160      | Calmois          | 12,66            | 105 (2022)                        | 8,3                |
| Chaumont-le-Bois               | 21161      |                  | 7,54             | 79 (2022)                         | 10                 |
| Chemin-d'Aisey                 | 21165      |                  | 8,51             | 63 (2022)                         | 7,4                |
| Coulmier-le-Sec                | 21201      | Colombins        | 32,29            | 240 (2022)                        | 7,4                |
| Courban                        | 21202      | Courbanais       | 17,62            | 140 (2022)                        | 7,9                |
| Duesme                         | 21235      | Duesmois         | 13,33            | 46 (2022)                         | 3,5                |
| Échalot                        | 21237      | Échalotais       | 27,65            | 97 (2022)                         | 3,5                |
| Essarois                       | 21250      | Essaroyens       | 18,25            | 84 (2022)                         | 4,6                |
| Étalante                       | 21253      | Stalentais       | 39,15            | 128 (2022)                        | 3,3                |
| Étormay                        | 21257      | Stolmariens      | 12,6             | 66 (2022)                         | 5,2                |
| Étrochey                       | 21258      | Étrocheyens      | 3,21             | 207 (2022)                        | 64                 |
| Faverolles-lès-Lucey           | 21262      |                  | 10,08            | 29 (2022)                         | 2,9                |
| Fontaines-en-Duesmois          | 21276      | Dubifontains     | 17,9             | 117 (2022)                        | 6,5                |
| Gevrolles                      | 21296      | Gévrollais       | 27,05            | 167 (2022)                        | 6,2                |
| Gomméville                     | 21302      |                  | 9,83             | 116 (2022)                        | 12                 |
| Les Goulles                    | 21303      | Gulois           | 8,93             | 17 (2022)                         | 1,9                |
| Grancey-sur-Ource              | 21305      | Grancéens        | 23,94            | 179 (2022)                        | 7,5                |
| Griselles                      | 21309      | Grisellois       | 12,37            | 92 (2022)                         | 7,4                |
| Gurgy-la-Ville                 | 21312      | Gurgyçois        | 12,77            | 26 (2022)                         | 2                  |
| Gurgy-le-Château               | 21313      | Castelgurgissois | 17,65            | 45 (2022)                         | 2,5                |
| Jours-lès-Baigneux             | 21326      | Jorsiens         | 11,2             | 91 (2022)                         | 8,1                |
| Laignes                        | 21336      | Laignois         | 40,02            | 669 (2022)                        | 17                 |
| Larrey                         | 21343      |                  | 18,51            | 96 (2022)                         | 5,2                |
| Leuglay                        | 21346      | Leugléens        | 24,56            | 294 (2022)                        | 12                 |
| Lignerolles                    | 21350      | Lignerollois     | 13,54            | 57 (2022)                         | 4,2                |
| Louesme                        | 21357      | Legismiens       | 18,92            | 113 (2022)                        | 6                  |
| Lucey                          | 21359      | Lucettois        | 18,68            | 56 (2022)                         | 3                  |
| Magny-Lambert                  | 21364      |                  | 12,78            | 85 (2022)                         | 6,7                |
| Maisey-le-Duc                  | 21372      |                  | 12,67            | 75 (2022)                         | 5,9                |
| Marcenay                       | 21378      |                  | 9,49             | 98 (2022)                         | 10                 |
| Massingy                       | 21393      | Massingiens      | 9,49             | 172 (2022)                        | 18                 |
| Mauvilly                       | 21396      | Mavilléens       | 15,31            | 65 (2022)                         | 4,2                |
| Menesble                       | 21402      | Menesblois       | 5,51             | 16 (2022)                         | 2,9                |
| Meulson                        | 21410      |                  | 7,85             | 28 (2022)                         | 3,6                |
| Minot                          | 21415      |                  | 36,18            | 188 (2022)                        | 5,2                |
| Moitron                        | 21418      | Mentronnois      | 15,38            | 55 (2022)                         | 3,6                |
| Molesme                        | 21419      |                  | 28,42            | 274 (2022)                        | 9,6                |
| Montigny-sur-Aube              | 21432      | Montignois       | 19,5             | 255 (2022)                        | 13                 |
| Montliot-et-Courcelles         | 21435      |                  | 8,65             | 292 (2022)                        | 34                 |
| Montmoyen                      | 21438      | Montmoyennais    | 19,2             | 72 (2022)                         | 3,8                |
| Mosson                         | 21444      | Mossonnais       | 7,41             | 68 (2022)                         | 9,2                |
| Nicey                          | 21454      | Nicetois         | 23,86            | 108 (2022)                        | 4,5                |
| Nod-sur-Seine                  | 21455      | Nodéens          | 24,86            | 206 (2022)                        | 8,3                |
| Noiron-sur-Seine               | 21460      |                  | 11,38            | 59 (2022)                         | 5,2                |
| Obtrée                         | 21465      | Albestréens      | 5,17             | 80 (2022)                         | 15                 |
| Oigny                          | 21466      |                  | 14,84            | 40 (2022)                         | 2,7                |
| Origny                         | 21470      |                  | 5,16             | 53 (2022)                         | 10                 |
| Orret                          | 21471      | Audératiens      | 11,37            | 12 (2022)                         | 1,1                |
| Poinçon-lès-Larrey             | 21488      | Poinçonnais      | 10,42            | 193 (2022)                        | 19                 |
| Poiseul-la-Ville-et-Laperrière | 21490      |                  | 21,64            | 155 (2022)                        | 7,2                |
| Pothières                      | 21499      | Pothiérois       | 17,86            | 193 (2022)                        | 11                 |
| Prusly-sur-Ource               | 21510      | Prusliens        | 15,74            | 160 (2022)                        | 10                 |
| Puits                          | 21511      |                  | 20,79            | 136 (2022)                        | 6,5                |
| Quemigny-sur-Seine             | 21514      | Cuminiaculiens   | 21,34            | 95 (2022)                         | 4,5                |
| Recey-sur-Ource                | 21519      | Recéens          | 26,69            | 338 (2022)                        | 13                 |
| Riel-les-Eaux                  | 21524      | Rielois          | 25,77            | 93 (2022)                         | 3,6                |
| Rochefort-sur-Brévon           | 21526      | Rochefortiens    | 11,98            | 42 (2022)                         | 3,5                |
| Saint-Broing-les-Moines        | 21543      |                  | 20,09            | 184 (2022)                        | 9,2                |
| Saint-Germain-le-Rocheux       | 21549      | Rocagermanois    | 7,66             | 83 (2022)                         | 11                 |
| Saint-Marc-sur-Seine           | 21557      |                  | 8,4              | 111 (2022)                        | 13                 |
| Sainte-Colombe-sur-Seine       | 21545      | Colombins        | 16,16            | 919 (2022)                        | 57                 |
| Savoisy                        | 21594      | Savoisiens       | 24,77            | 195 (2022)                        | 7,9                |
| Semond                         | 21602      |                  | 5,97             | 31 (2022)                         | 5,2                |
| Terrefondrée                   | 21626      | Terrefondréens   | 13,89            | 65 (2022)                         | 4,7                |
| Thoires                        | 21628      |                  | 10,22            | 58 (2022)                         | 5,7                |
| Vannaire                       | 21653      | Vannairois       | 3,5              | 49 (2022)                         | 14                 |
| Vanvey                         | 21655      |                  | 16,8             | 239 (2022)                        | 14                 |
| Vertault                       | 21671      | Vertellois       | 19,27            | 50 (2022)                         | 2,6                |
| Veuxhaulles-sur-Aube           | 21674      | Veuxhaullois     | 19,24            | 210 (2022)                        | 11                 |
| Villaines-en-Duesmois          | 21685      | Villenéens       | 33,95            | 252 (2022)                        | 7,4                |
| Villedieu                      | 21693      |                  | 14,14            | 70 (2022)                         | 5                  |
| Villers-Patras                 | 21700      | Patrasiens       | 6,3              | 86 (2022)                         | 14                 |
| Villiers-le-Duc                | 21704      | Ducivillerois    | 84,34            | 111 (2022)                        | 1,3                |
| Villotte-sur-Ource             | 21706      | Villottois       | 9,49             | 106 (2022)                        | 11                 |
| Vix                            | 21711      | Vizerons         | 3,53             | 96 (2022)                         | 27                 |
| Voulaines-les-Templiers        | 21717      | Voulainais       | 23,13            | 270 (2022)                        | 12                 |

### Démographie
| 1968   | 1975   | 1982   | 1990   | 1999   | 2010   | 2015   | 2021   |
| ------ | ------ | ------ | ------ | ------ | ------ | ------ | ------ |
| 27 654 | 26 429 | 25 530 | 23 891 | 22 625 | 21 037 | 20 346 | 19 481 |

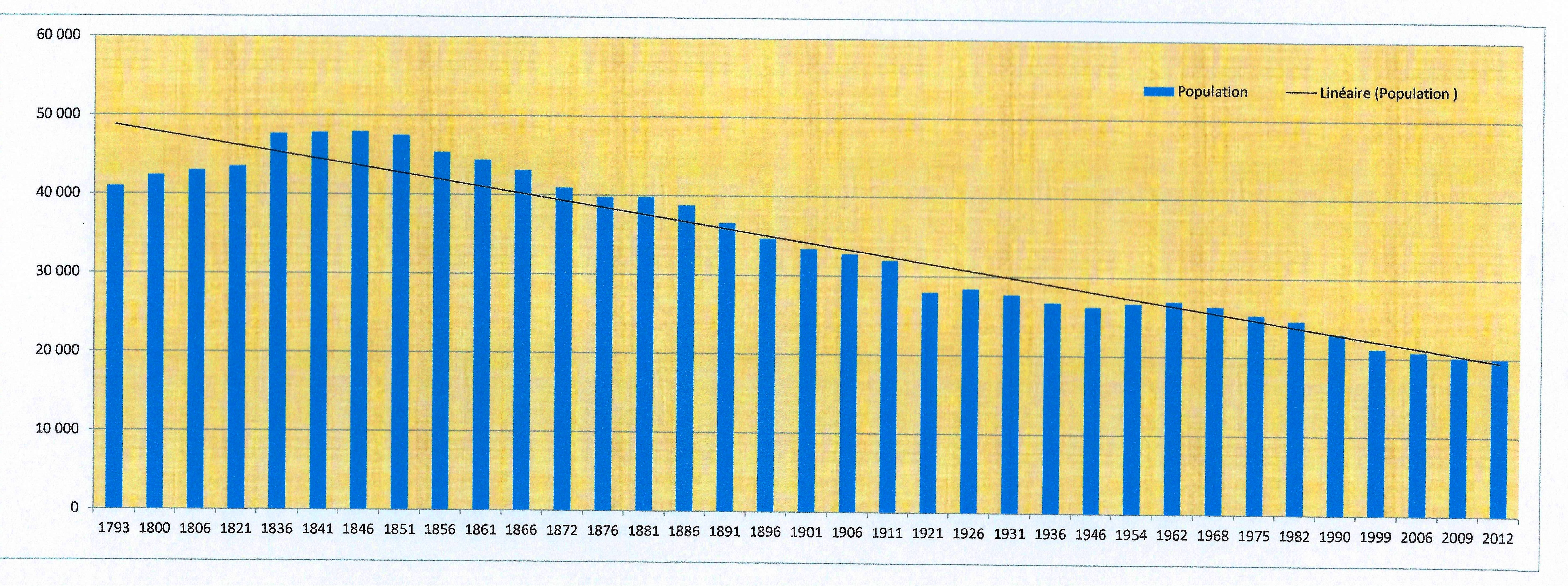
Évolution de la population des communes membres de la communauté du Pays Châtillonnais entre 1793 et 2012

La population des communes qui composent l'actuelle communauté du pays Châtillonnais connait un accroissement notable au début du XIXe siècle pour se maintenir au-delà des 47 000 habitants de 1830 à 1850. Si on excepte une chute brutale de 4 000 habitants entre 1914 et 1918 due à la Grande Guerre suivie d'un long plateau au-dessus de 26 000 habitants de 1920 à 1970, elle connait depuis une décroissance régulière pour passer sous les 20 000 en 2012. Cependant les divers types d'agglomérations présentent des profils divers selon leur importance numérique. 
Les communes qui ont dépassé 900 habitants pendant la période concernées sont retenues comme représentatives des agglomérations urbaines alors que celles qui en comptent moins de 100 en 2012 caractérisent la zone rurale. Entre ces deux extrêmes les autres qui regroupent les agglomérations intermédiaires atteignent 22 000 habitants en 1841, soit de 9 000 de plus que les agglomérations ou la zone rurale, chacune étant alors respectivement aux environs de 13 000. Elles en comptent aujourd'hui 1 500 de moins que les agglomérations, leur décroissance étant en partie due à la faillite de la sidérurgie locale.

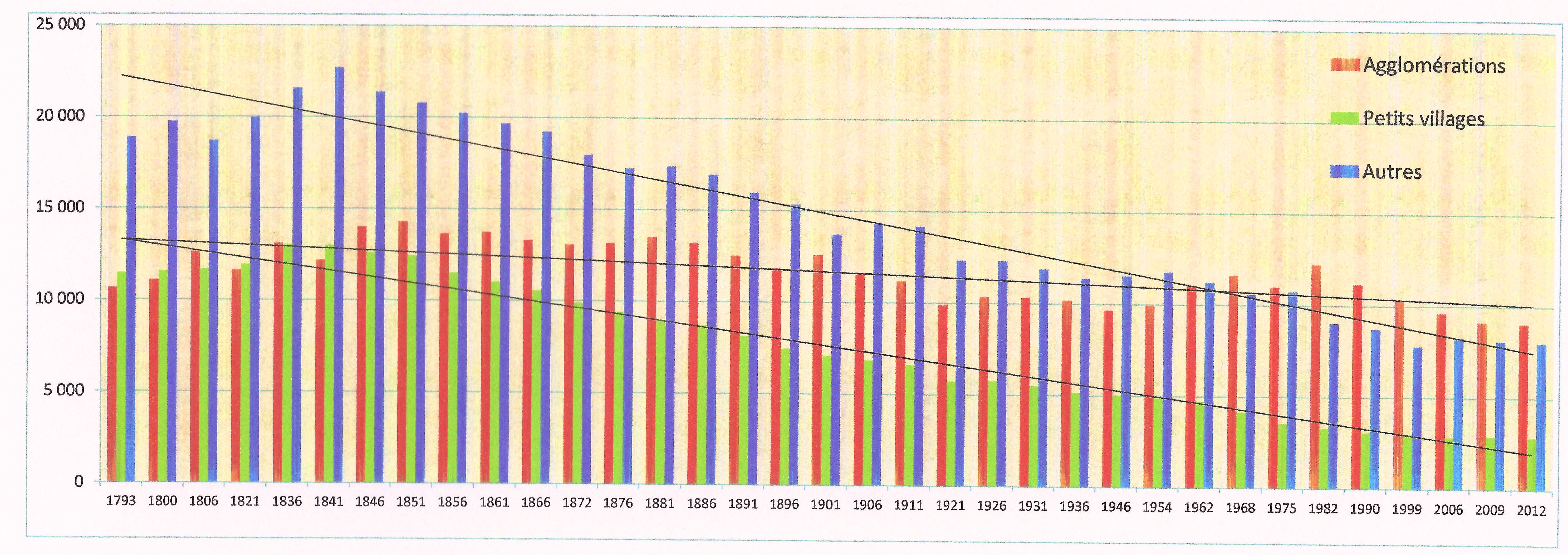
Évolution de la population de communauté du Châtillonnais par catégories de communes entre 1793 et 2012

### Les agglomérations
La même année, en 2012, les 10 communes retenues dans cette catégorie totalisent 9 319 habitants soit près la moitié de la population totale du canton. Au début du XIXe siècle, celles-ci totalisaient moins d'habitants que les petites communes rurales et ce n'est qu'au milieu de ce même siècle qu'elles commencent à les dépasser pour en concentrer trois fois plus en 2012. On relève au sein de ce groupe des situations contrastées et beaucoup d'entre elles qui ont conservé des bâtiments représentatifs de leur importance passée ont maintenant moins de 300 habitants.
Ainsi Autricourt qui ne compte plus que 124 habitants en possédait 980 en 1821 alors qu'à la même époque Sainte-Colombe-sur-Seine toujours forte de ses 968 habitants après en avoir recensé 1 330 en 1975 n'en compte encore que 253. Quant à Châtillon-sur-Seine après avoir doublé sa population entre 1792 et 1982, il perd depuis 2 000 habitants, parfois au profit d'une moindre chute des communes voisines comme en témoignent le maintien de la population de Sainte-Colombe en dépit de la fermeture progressive de son importante usine à la fin du siècle dernier ou la modeste croissance de Montliot-et-Courcelles, Buncey ou Massingy.

### Le tissu rural
Les communes plus atteintes par la diminution de leurs effectifs sont celles qui jouxtent les centres touchés par la crise de la sidérurgie locale et celles dont le patrimoine agricole était très morcelé. L'abandon des exploitations non rentables avant leur regroupement au sein d'unités plus importantes entraîne une fuite de la population qui affecte plus globalement les zones rurales que les agglomérations avant de se stabiliser au début des années 1980. Alors qu'en 1792 la plus petite des cent sept communes concernées, Chaugey, compte 104 habitants en 2012 quarante-sept d'entre elles n'atteint pas la centaine.
Alors qu'elles représentent pratiquement la moitié des communes composant le canton la somme de leurs habitants, 2 850, ne représente que 15 % de sa population totale. Jusqu'au milieu du XIXe siècle ces mêmes communes accusent une population totale comprise entre 12 000 et 13 000 habitants soit près de 30 % de celle de la même aire géographique. Parmi les extrêmes Chaumont-le-Bois et Riel-les-Eaux qui dépassaient les 500 habitants au début du XIXe siècle sont passés sous la barre des 100 depuis les années 1980. Depuis cette date le ré-encépage des coteaux enraye la fuite sans toutefois inverser la tendance.

## Organisation

### Siège
La communauté de communes a son siège à Châtillon-sur-Seine, en la Maison du Pays châtillonnais.

### Élus
La communauté de communes est administrée par son conseil communautaire, composé pour le mandat 2020-2026  de 139  conseillers municipaux représentant chacune des  communes membres et répartis en fonction de leur population de la manière suivante : 

- 28 délégués pour Châtillon-sur-Seine ;

- 4 délégués pour Sainte-Colombe-sur-Seine ;

- 3 délégués pour Laignes ;

- 1 délégué ou son suppléant pour les autres communes, toutes de moins de 400 habitants.
Au terme des élections municipales de 2020 dans la Côte-d'Or, le conseil communautaire renouvelé de juillet 2020 a réélu son président, Jérémie Brigand, maire de Massingy ainsi que ses vice-présidents, qui sont, : 
1. François Pouhin, maire de Poiseul-la-Ville-et-Lapperière, chargé de l’administration générale ;
2. Valérie Bouchard, maire de Bellenod-sur-Seine, chargée de l'environnement et des déchets ménagers ;
3. Frédéric Naudet,  maire de Leuglay, chargé du Parc national ;
4. Éric Dudouet, maire d'Étalante, chargé du tourisme et de la culture ;
5. Jean-Michel Mars, conseiller municipal de Laignes,  chargé de la petite enfance, enfance et jeunesse ;
6. Roland Lemaire, maire de Châtillon-sur-Seine, chargé des finances et chargé de l’économie ;
7. Philippe Renard, maire de Chaugey[10],
8. M. Claude Fontaine, maire de Villaines-en Duesmois, chargé des travaux, du matériel et de l'habitat ;
9. Maud Lachouette, maire de Moitron, chargée de la santé et de la solidarité.

Ensemble, ils forment le bureau de direction de l'intercommunalité pour le mandat 2020-2026. 
Le bureau de l'intercommunalité pour la même période est constituée du comité de direction auquel se rajoutent quinze autres membres.

### Liste des présidents
| Période                                  | Période                         | Identité        | Étiquette    | Qualité |
| ---------------------------------------- | ------------------------------- | --------------- | ------------ | --- |
| Les données manquantes sont à compléter. |                                 |                 |              | |
| 2004                                     | 2011                            | Henri Julien,   | RPR puis UMP | Maire de Minot (1965 → 2014) Conseiller général d'Aignay-le-Duc (1970 → 2015) Président du SIVOM d’Aignay-le-Duc (1970 → 2018) |
| janvier 2011                             | décembre 2015                   | Hubert Brigand  | DVD          | Maire de Châtillon-sur-Seine (1995 → 2022) Conseiller général puis départemental de Châtillon-sur-Seine (1988 → 2022 ) Vice-président du conseil départemental de la Côte-d'Or ( ? → 2022) Conseiller régional de Bourgogne (1998 → 2004) Démissionnaire |
| juin 2015                                | En cours (au 20 septembre 2022) | Jérémie Brigand | UMP → LR     | Fils d'Hubert Brigand, fonctionnaire Maire de Massingy (2008 → ) Réélu pour le mandat 2020-2026 |

### Compétences
L'intercommunalité exerce les compétences qui lui ont été transférées par les communes membres, dans les conditions déterminées par le code général des collectivités territoriales. Il s'agit de : 
- Aménagement de l’espace communautaire,
- Développement économique,
- Protection et mise en valeur de l’environnement,
- Politique du logement et du cadre de vie,
- Développement touristique,
- Développement culturel,
- Services à la population,
- Coopération conventionnelle.

### Régime fiscal et budget
La communauté de communes est un établissement public de coopération intercommunale à fiscalité propre.
Afin de financer l'exercice de ses compétences, la communauté de communes perçoit une fiscalité additionnelle aux impôts locaux des communes, avec fiscalité professionnelle de zone (FPZ ) et sans fiscalité professionnelle sur les éoliennes (FPE).

## Projets et réalisations
Conformément aux dispositions légales, une communauté de communes a pour objet d'associer des « communes au sein d'un espace de solidarité, en vue de l'élaboration d'un projet commun de développement et d'aménagement de l'espace ».

### Réalisations
- Création des centres de loisirs de Chamesson
- Construction de déchèteries
- Création de sentiers de randonnée
- Aménagement de trois centres s@ti21 (ex-Cyber-bases) à Châtillon-sur-Seine, Baigneux-les-Juifs et Leuglay ainsi qu'un centre itinérant
- En 2024, Construction de l'€sp@ce économique et numérique du Pays Châtillonnais en remplacement des centres s@ti21, espace de travail partagé (salles de réunion, bureaux individuel, salle de coworking) et numérique à Châtillon-sur-Seine.
- Maison de services au public
- Conventions de partenariat signées
- Musée du Pays Châtillonnais - Trésor de Vix
- Centre SocioCulturel et de Loisirs du Pays Châtillonnais
- Achat d'un mammographe
- Création de deux mini-crèches
- Centre équestre de La Barotte

### Projets en cours de réalisation
- ZAE de Baigneux-les-Juifs
- En 2015, Dès son élection Jérémie Brigand s'est engagé à rouvrir en urgence le dossier Leader[21], programme européen de soutien aux projets de développement en zone rurale, pour lequel l'aval de la Région Bourgogne est nécessaire à son dépôt en septembre 2015[18].